# هیوندای کونا
هیوندای کونا (به انگلیسی: Hyundai Kona) خودرویی از شرکت هیوندای موتور است که در کلاس مینی اس‌یووی قرار می‌گیرد و در سال ۲۰۱۷ از آن معرفی شد. بر روی این خودرو سه گیربکس ۶ سرعته دستی و اتومات و ۷ سرعته دوکلاچه نصب شد.
بر اساس برنامه‌ریزی کره‌ای‌ها، کونا از اواخر ژوئن ۲۰۱۷ در سرزمین مادری به فروش رسید و آمریکای شمالی و اروپا نیز اندکی بعد میزبان این کراس اوور تازه‌نفس بودند. هیوندای کونا روی پلتفرم جدید این شرکت پیاده‌سازی شده که کیا استونیک هم از همین پلتفرم استفاده کرده‌است. کونا دقیقاً ۴۱۶۵ میلی‌متر طول، ۱۸۰۰ میلی‌متر عرض و ۱۵۵۰ میلی‌متر ارتفاع دارد و فاصله بین دو محور آن ۲۶۰۰ میلی‌متر است. در ساخت هیوندای کونا طوری عمل شده که با بهینه شدن طراحی سیستم اگزوز و سیستم چهارچرخ متحرک، بیشترین فضای پا و موقعیت نشستن سرنشینان عقب به وجود آید.
هیوندای کونا در اکثر بازارها به پیشرانه ۲ لیتری تنفس طبیعی مجهز شده که می‌تواند حداکثر ۱۴۹ اسب بخار و ۱۷۹ نیوتن متر گشتاور را تولید کند.
نام کونا از یکی از جزایر غربی هاوایی گرفته شده‌است.

## ایمنی

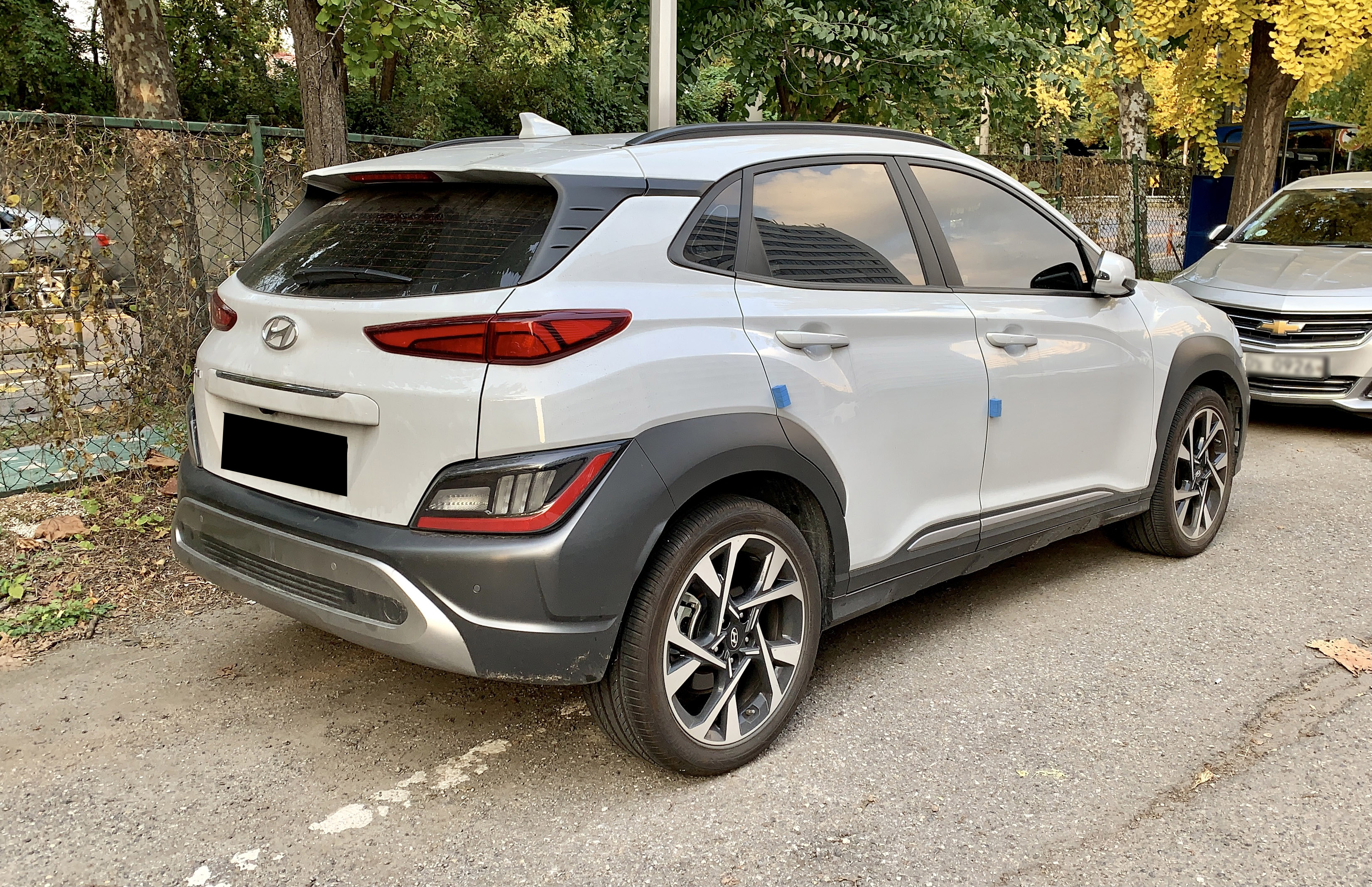
هیوندای کونا

| نتایج آزمون یورو ان‌سی‌ای‌پی     | نتایج آزمون یورو ان‌سی‌ای‌پی | نتایج آزمون یورو ان‌سی‌ای‌پی |
| ----------------------------- | ------------------------- | ------------------------- |
| هیوندای کونا/ مدل پایه (۲۰۱۷) |                           |                           |
| آزمون                         | امتیاز                    | %                         |
| کل:                           | 5/5 ستاره                 | 5/5 ستاره                 |
| سرنشین بالغ:                  | ۳۳٫۴                      | ۸۷%                       |
| سرنشین کودک:                  | ۴۱٫۸                      | ۸۵%                       |
| عابر پیاده:                   | ۲۶٫۴                      | ۶۲%                       |
| کمک ایمنی:                    | ۷٫۲                       | ۶۰%                       |

## نگارخانه

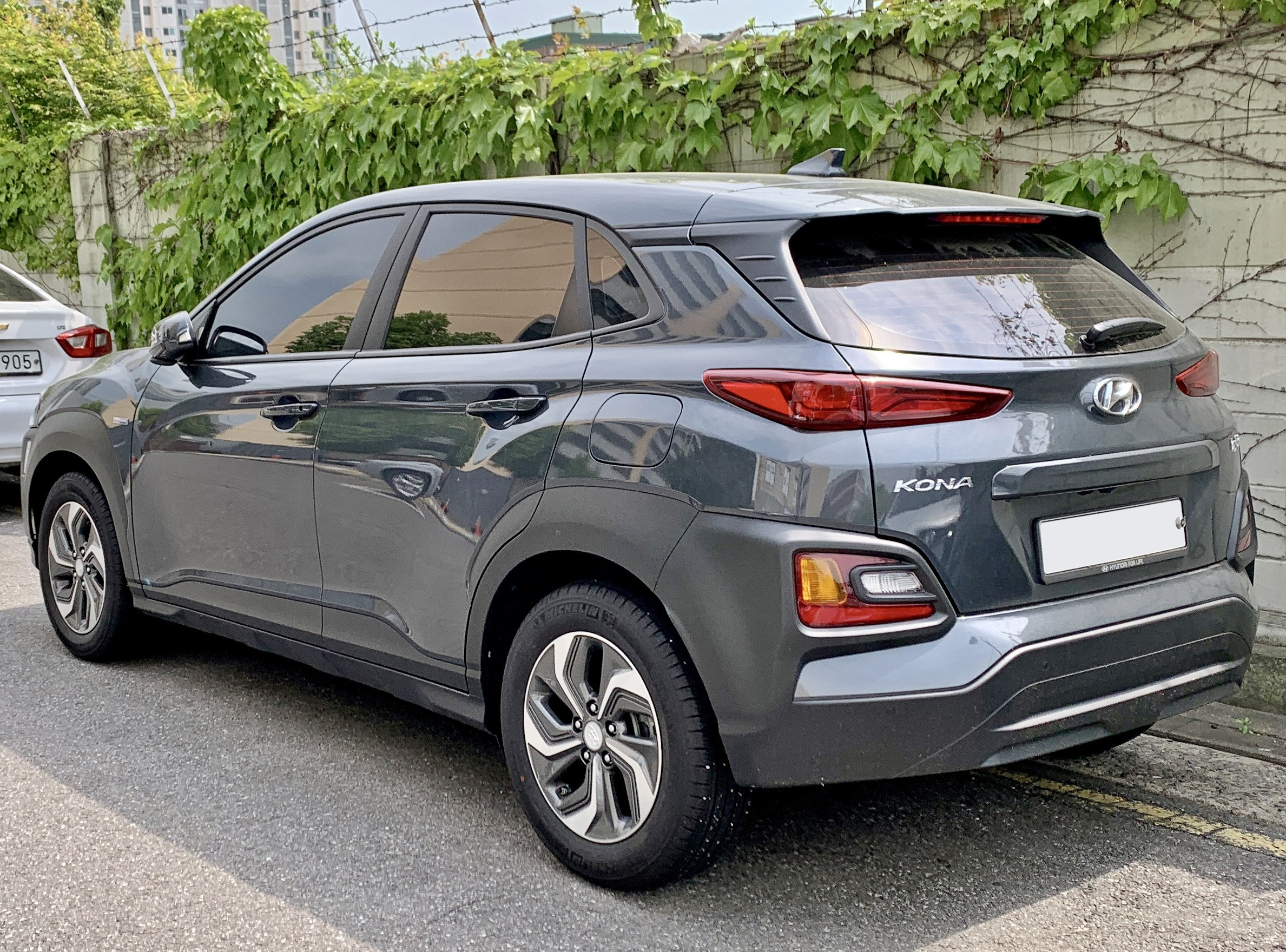
نمای عقب
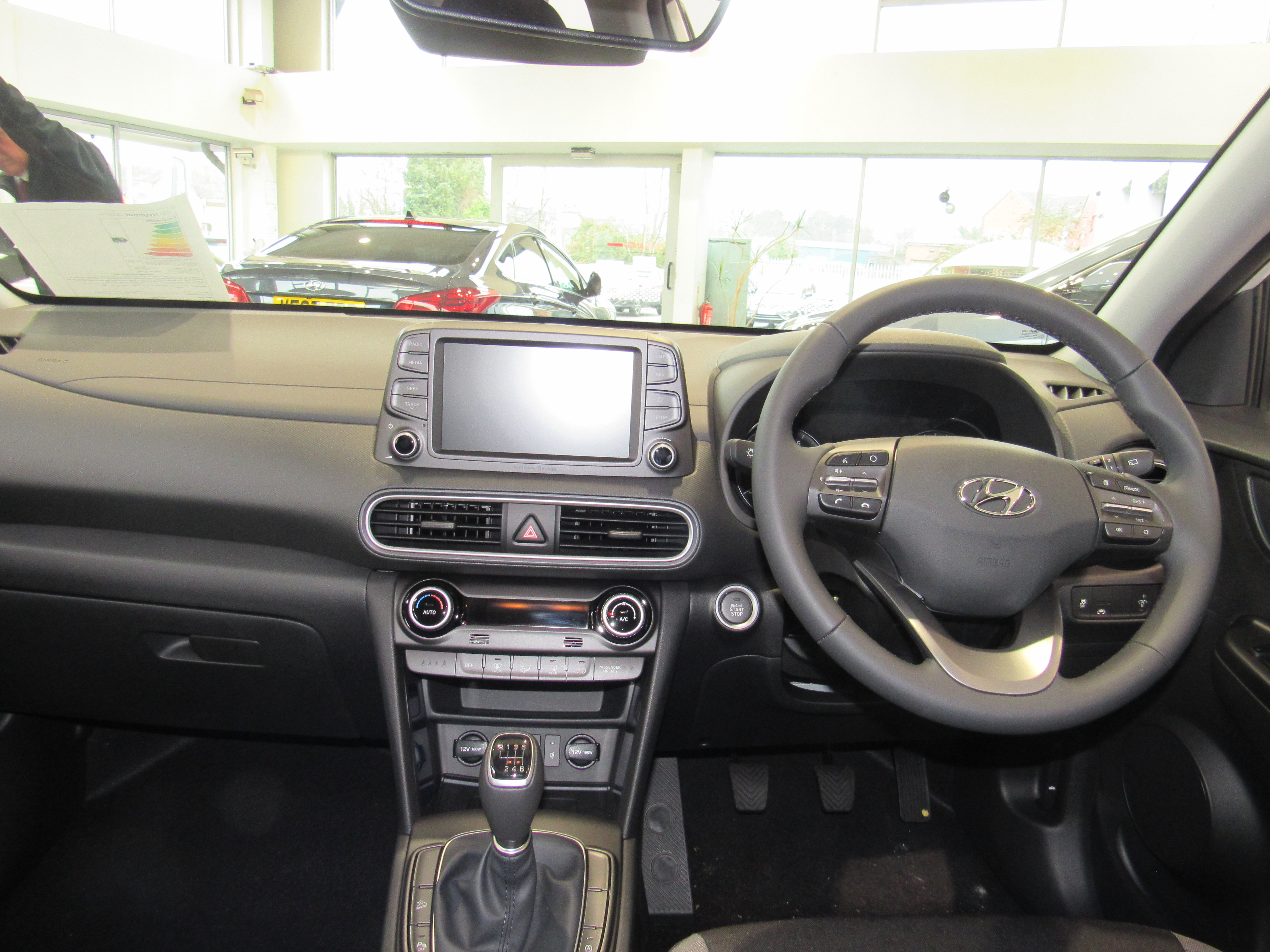
نمای داخلی